# 松井美幸
松井 美幸（まつい みゆき、1981年7月6日 - ）は、テレビ信州 (TSB) のアナウンサー。

## 来歴
福井県福井市出身。広島市立大学国際学部卒業。
大学を卒業後、2005年にテレビ信州に入社。同局がアナログ放送を行っていた頃には、アナウンス業務と並行して地上デジタル放送推進大使も務めていた。
2008年4月に『ゆうがたGet!』のMC（司会）に就任して以来、長らく同番組に出演している。途中、2度の産前産後休業（2013年・2016年）で出演のない期間があったが、2度の職場復帰とともにMCへの復帰も果たしている。2019年12月、3度目の産休に入る2021年4月に復帰。

## 担当番組
- ハートフル信州[2]
- 奥さまはホームドクター[2]
- あなたもホームドクター（提供読み）
- ゆうがたGet! - MC（2008年4月 - 2013年3月、2014年4月 - 2015年12月、2017年4月、2021年4月 - ）
- ふれあいテレビ信州[1]
- ふれ愛ながの-市政ガイド- - ナレーター[1]
- TSBニュース

## その他の出演番組
- オードリーさん、ぜひ会ってほしい人がいるんです。 (中京テレビ、2021年8月1日、8日[7])